# Porozumienie Liberałów i Demokratów na rzecz Europy
Porozumienie Liberałów i Demokratów na rzecz Europy (ang. Alliance of Liberals and Democrats for Europe, fr. Alliance des Démocrates et des Libéraux pour l’Europe, ALDE) – frakcja polityczna w Parlamencie Europejskim VI, VII i VIII kadencji. Powstała jako ponadnarodowe porozumienie zawarte w 2004 z inicjatywy dwóch europejskich ugrupowań politycznych: Partii Europejskich Liberałów, Demokratów i Reformatorów (przemianowanej w 2012 na Partię Porozumienia Liberałów i Demokratów na rzecz Europy) oraz powstałej tuż po wyborach do PE VI kadencji Europejskiej Partii Demokratycznej.
Grupa, zapoczątkowana w PE, została również sformalizowana w szczególności w Komitecie Regionów, Zgromadzeniu Parlamentarnym Rady Europy oraz Zgromadzeniu Parlamentarnym NATO. Na inauguracyjnym posiedzeniu frakcji przyjęto dziesięciopunktowy „program dla Europy”. Była reaktywowana po wyborach europejskich w 2009 i 2014. W VI i VII kadencji była trzecią najliczniejszą grupą, w VIII kadencji stała się czwartą grupą pod względem liczebności.
Po kolejnych wyborach europejskich w 2019 grupa została zastąpiona przez nową frakcję o nazwie Odnówmy Europę.

## Przewodniczący frakcji w PE
- Graham Watson (VI kadencja, 2004–2009)[4]
- Guy Verhofstadt (VII i VIII kadencja, 2009–2019)[5]